# واترپلو در المپیک تابستانی ۲۰۱۶
واترپلو یکی از ورزش‌های بازی‌های المپیک تابستانی ۲۰۱۶ است که از ۶ تا ۲۰ اوت ۲۰۱۶ برگزار شده است.
این مسابقات در ۲ بخش مردان و زنان در مرکز ورزش‌های آبی ماریا لنک انجام می‌شود.

## مرحله مقدماتی

### مقدماتی مردان
| مسابقه                             | تاریخ                 | میزبان | سهمیه | کشورهای انتخاب شده  |
| ---------------------------------- | --------------------- | ------ | ----- | ------------------- |
| کشور میزبان                        | ۲ اکتبر ۲۰۰۹          | کپنهاگ | ۱     | برزیل               |
| لیگ جهانی واترپلو ۲۰۱۵             | ۲۳–۲۸ ژوئن ۲۰۱۵       | برگامو | ۱     | صربستان             |
| بازی‌های پان آمریکن ۲۰۱۵            | ۷–۱۵ ژوئیه ۲۰۱۵       | تورنتو | ۲     | ایالات متحده آمریکا |
| مسابقات جهانی ورزش‌های آبی ۲۰۱۵     | ۲۷ ژوئیه – ۸ اوت ۲۰۱۵ | قازان  | ۲     | کرواسی              |
| مسابقات جهانی ورزش‌های آبی ۲۰۱۵     | ۲۷ ژوئیه – ۸ اوت ۲۰۱۵ | قازان  | ۲     | یونان               |
| مسابقات انتخابی اقیانوسیه          | ۱۹ اکتبر ۲۰۱۵         | پرت    | ۱     | استرالیا            |
| مسابقاتی مقدماتی آسیا              | ۱۶–۲۰ دسامبر ۲۰۱۵     | فوشان  | ۱     | ژاپن                |
| مسابقات قهرمانی واترپلو اروپا ۲۰۱۶ | ۱۰–۲۳ ژانویه ۲۰۱۶     | بلگراد | ۱     | مونته‌نگرو           |
| مسابقات مقدماتی جهانی              | ۳–۱۰ آوریل ۲۰۱۶       | تریسته | ۴     | مجارستان            |
| مسابقات مقدماتی جهانی              | ۳–۱۰ آوریل ۲۰۱۶       | تریسته | ۴     | ایتالیا             |
| مسابقات مقدماتی جهانی              | ۳–۱۰ آوریل ۲۰۱۶       | تریسته | ۴     | اسپانیا             |
| مسابقات مقدماتی جهانی              | ۳–۱۰ آوریل ۲۰۱۶       | تریسته | ۴     | فرانسه              |
| مجموع                              |                       |        | ۱۲    |                     |

### مقدماتی زنان
| مسابقه                             | تاریخ             | میزبان | سهمیه | کشورهای انتخاب شده  |
| ---------------------------------- | ----------------- | ------ | ----- | ------------------- |
| کشور میزبان                        | ۲ اکتبر ۲۰۰۹      | کپنهاگ | 1     | برزیل               |
| مسابقات انتخابی اقیانوسیه          | ۱۹ اکتبر ۲۰۱۵     | پرت    | 1     | استرالیا            |
| مسابقاتی مقدماتی آسیا              | ۱۶–۱۷ دسامبر ۲۰۱۵ | فوشان  | 1     | چین                 |
| مسابقات قهرمانی واترپلو اروپا ۲۰۱۶ | ۱۰–۲۲ ژانویه ۲۰۱۶ | بلگراد | 1     | مجارستان            |
| مسابقات مقدماتی جهانی              | ۲۱–۲۸ مارس ۲۰۱۶   | خاودا  | 4     | ایالات متحده آمریکا |
| مسابقات مقدماتی جهانی              | ۲۱–۲۸ مارس ۲۰۱۶   | خاودا  | 4     | ایتالیا             |
| مسابقات مقدماتی جهانی              | ۲۱–۲۸ مارس ۲۰۱۶   | خاودا  | 4     | روسیه               |
| مسابقات مقدماتی جهانی              | ۲۱–۲۸ مارس ۲۰۱۶   | خاودا  | 4     | اسپانیا             |
| مجموع                              |                   |        | ۸     |                     |

## جدول مدال‌ها
| رتبه  | کشور                | طلا | نقره | برنز | مجموع |
| ۱     | صربستان             | ۱   | ۰    | ۰    | ۱     |
| ۱     | ایالات متحده آمریکا | ۱   | ۰    | ۰    | ۱     |
| ۳     | ایتالیا             | ۰   | ۱    | ۱    | ۲     |
| ۴     | کرواسی              | ۰   | ۱    | ۰    | ۱     |
| ۵     | روسیه               | ۰   | ۰    | ۱    | ۱     |
| مجموع | مجموع               | ۲   | ۲    | ۲    | ۶     |

## نتایج
| رویداد | طلا                       | نقره          | برنز          |
| مردان  | صربستان (SRB)             | کرواسی (CRO)  | ایتالیا (ITA) |
| زنان   | ایالات متحده آمریکا (USA) | ایتالیا (ITA) | روسیه (RUS)   |

## مدال‌آوران
| رویداد | طلا | نقره | برنز |
| مردان  | صربستان (SRB) · گویکو پیتلوویچ · دوشان ماندیچ · ژیوکو گوتسیچ · ساوا رانجلوویچ · میلان چوک · دوشکو پیتلوویچ · اسلوبودان نیکیچ · میلان آلکسیچ · نیکولا یاکشیچ · فیلیپ فیلیپوویچ · آندریا پرلاینوویچ · استفان میتروویچ · برانیسلاو میتروویچ | کرواسی (CRO) · یوسیپ پاویچ · دامیر بوریچ · آنتونیو پتکوویچ · لوکا لونچار · مارو یوکوویچ · لوکا بوکیچ · خاویر گارسیا · آندرو بوشلیه · ساندرو سوکنو · ایوان کراپیچ · آنچلو شتکا · مارکو ماکان · مارکو بیاچ                    | ایتالیا (ITA) · استفانو تمپستی · فرانچسکو دی فولوویو · نیکولو جیتو · پیترو فیگلیولی · آلساندرو ولوتو · میکائیل بودگاس · آندره فوندلی · والنتینو گالو · کریستین پرشوتی · نیکولاس پرشوتی · ماتئو آیکاردی · الساندرو نورا · مارکو دل لونگو           |
| زنان   | ایالات متحده آمریکا (USA) · سامانتا هیل · مدی ماسلمن · ملیسا سیدمان · ریچل فتل · آریا فیشر · مگی استفنز · کورتنی ماتیوسون · کیلی نئوشول · کارولین کلارک · کیلی گیلکریست · مکنزی فیشر · کامی کریگ · اشلی جانسون                           | ایتالیا (ITA) · جولیا گورلرو · کیارا تابانی · آریانا گاریبوتی · الیسا کویرولو · فدریکا رادیچی · روزاریا آیلو · تانیا دی ماریو · روبرتا بیانکونی · جولیا امولو · فرانچسکا پومری · الکساندرا کوتی · ترزا فراسینتی · لورا تانی | روسیه (RUS) · آنا اوستیوخینا · ماریا بوریسوا · اکاترینا پروکوفیوا · الوینا کریموا · نادژدا گلیزینا-فدوتووا · اولگا گوربونوا · اکاترینا لیسونوا · آناستازیا سیمانوویچ · آنا تیموفیوا · اوگنیا سوبولوا · اوگنیا ایوانووا · آنا گرینوا · آنا کارناوخ |